# Tribalus montanus
Tribalus montanus är en skalbaggsart som beskrevs av Lewis 1885. Tribalus montanus ingår i släktet Tribalus och familjen stumpbaggar. Inga underarter finns listade i Catalogue of Life.